# Colydium manfredi
Colydium manfredi es una especie de coleóptero de la familia Zopheridae.

## Distribución geográfica
Habita en México.